# Desertella globulifera
Desertella globulifera är en svampart som beskrevs av Mouch. 1979. Desertella globulifera ingår i släktet Desertella, divisionen sporsäcksvampar och riket svampar.   Inga underarter finns listade i Catalogue of Life.